# محب الدين بن النجار
محب الدين أبو عبد الله محمد بن محمود بن الحسن بن هبة الله المعروف بـ: ابن النجار، الحافظ البغدادي (578هـ-643هـ)؛ أحد كبار المؤلفين والمحدثين والمؤرخين.

## حياته
ولد محب الدين ابن النجار في بغداد في ذي القعدة سنة 578 هـ، كان والده مقدم النجارين بدار الخلافة ببغداد فعُرف بابن النجار، قال ابن الفوطي: «كان من الحُفّاظ المكثرين والعلماء المشهورين، والفضلاء المذكورين، سافر الكثير في طلب العلم شرقًا وغربًا... وسمع في كل بلد دخله وقرية نزلها، وصنّف على تاريخ الخطيب، وله غير ذلك من الكتب والمجاميع، وله مشيخة تحتوي على ألف شيخ. وتوفي في خامس شعبان سنة 643 هـ ودفن بباب حرب».

## مؤلفاته
كان لابن النجار العديد من المؤلفات التي وقفها على المدرسة النظامية ببغداد، ومن أبرزها:
1. «التاريخ المجدد لمدينة السلام وأخبار فضائلها الأعلام ومن وردها من الأعلام» وهو ذيل لتاريخ بغداد للخطيب البغدادي.
2. القمر المنير في المسند الكبير
3. كنز الإمام في السنن والأحكام
4. المؤتلف والمختلف
5. الدرر الثمينة في أخبار المدينة
6. روضة الأولياء في مسجد إيلياء
7. نزهة القرى في ذكر أم القرى
8. الأزهار في أنواع الأشعار
9. «عيون الفوائد» ستة أسفار
10. مناقب الشافعي

## وصلات خارجية
- الكتب - سير أعلام النبلاء - الطبقة الرابعة والثلاثون - ابن النجار